# Buzen (Fukuoka)
Buzen (豊前市; -shi) é uma cidade japonesa localizada na prefeitura de Fukuoka.
Em 2003 a cidade tinha uma população estimada em 28 580 habitantes e uma densidade populacional de 257,18 h/km². Tem uma área total de 111,13 km².
Recebeu o estatuto de cidade a 10 de Abril de 1955.